# قلي أباد (ننور)
قلي أباد (بالفارسية: قلی‌آباد) هي قرية تقع في إيران في قسم ننور الريفي. يقدر عدد سكانها بـ 95 نسمة .